# كلير كاثكارت
كلير كاثكارت (بالإنجليزية: Clare Cathcart)‏ هي ممثلة بريطانية، ولدت في 3 أكتوبر 1965 في مقاطعة فيرماناغ في المملكة المتحدة، وتوفيت في 4 سبتمبر 2014 في برايتون في المملكة المتحدة بسبب ربو.

## وصلات خارجية
- كلير كاثكارت على موقع IMDb (الإنجليزية)